# Aubrey Huff
Pour les articles homonymes, voir Huff (homonymie).
Aubrey Lewis Huff (né le 20 décembre 1976 à Marion, Ohio, États-Unis) est un joueur de baseball ayant évolué en Ligue majeure de 2000 à 2012.
Joueur de premier but en fin de carrière avec les Giants de San Francisco, Aubrey Huff a évolué au troisième but et au champ extérieur pour les équipes dont il a précédemment porté les couleurs. Les Orioles de Baltimore en ont aussi fait leur frappeur désigné et il fut le lauréat du trophée Edgar Martinez et du Bâton d'argent en 2008. Au sein des Giants, il fait partie des équipes championnes de la Série mondiale 2010 et de la Série mondiale 2012.

## Carrière

### Devil Rays de Tampa Bay
Étudiant au Vernon College puis à l’Université de Miami, Aubrey Huff est drafté le 2 juin 1998 par les Devil Rays de Tampa Bay au 5e tour. Il fait ses débuts en ligue majeure le 2 août 2000 en troisième base. Il joue ses premiers matches comme frappeur désigné en 2001 mais alterne avec les postes de troisième et de première base.
En 2003, il mène les voltigeurs de droite de la Ligue américaine avec six erreurs en défensive au cours de la saison.

### Astros de Houston
Il est transféré le 12 juillet 2006 chez les Astros de Houston peu avant de devenir agent libre au terme de la saison 2006. Il joue principalement dans le champ extérieur à Houston.

### Orioles de Baltimore

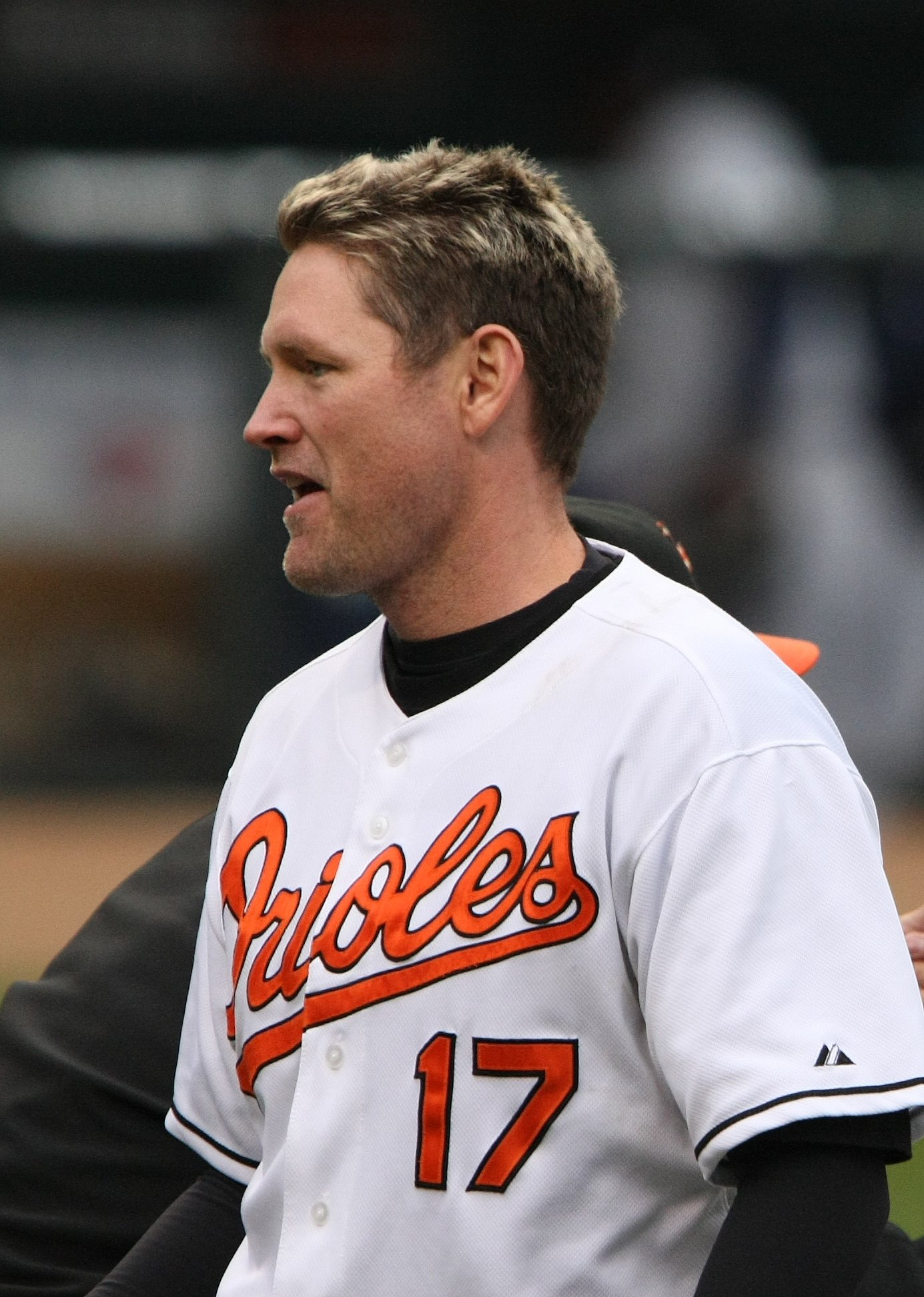
Aubrey Huff en 2008 avec les Orioles de Baltimore.

Aubrey Huff rejoint les Orioles de Baltimore le 3 janvier 2007 en s’engageant pour trois saisons contre 20 millions de dollars. En 2008, il remporte le Prix Edgar Martinez récompensant le meilleur frappeur désigné de l’année. Il mérite également le Bâton d'argent au poste de frappeur désigné.

### Tigers de Détroit
Transféré des Orioles aux Tigers de Detroit le 27 août 2009 pour le lanceur des ligues mineures Brett Jacobson, Huff devient agent libre après la saison. 

### Giants de San Francisco
En janvier 2010, il signe un contrat d'un an pour 3 millions de dollars avec les Giants de San Francisco.
Huff connaît une excellente saison à l'attaque en 2010 avec les Giants, après une saison 2009 décevante. Avec San Francisco, il affiche une moyenne au bâton de,290 en 157 parties, avec 165 coups sûrs dont 35 doubles et 26 circuits, ainsi que 86 points produits. Il fracasse aussi un sommet personnel avec 100 points marqués. Il est 10e de la Ligue nationale pour le pourcentage de présence sur les buts (,385), 6e pour les buts-sur-balles (83) et 7e pour les points marqués. Il termine 7e au vote du joueur par excellence de la saison dans la Nationale.  En séries éliminatoires, il frappe pour,294 avec un coup de circuit et cinq points produits en Série mondiale contre Texas, aidant les Giants à conquérir leur premier titre en 56 ans.
Devenu agent libre après sa première saison à San Francisco, Huff signe le 23 novembre 2010 un nouveau contrat de 22 millions de dollars pour deux ans et une année d'option avec les Giants.
Huff connaît une difficile saison 2011 à l'attaque avec 12 circuits, 59 points produits et une moyenne au bâton de ,256. Muté au champ extérieur en début d'année pour faire place au jeune joueur de premier but Brandon Belt, il est rapidement ramené au premier coussin à la suite de ses difficultés en défensive et les ratés de Belt en offensive.
La saison 2012 commence mal pour Huff, qui ne frappe que pour ,182 de moyenne après 12 parties. Dans le match du 21 avril face aux Mets, Bruce Bochy, à court de joueurs en fin de partie, assigne Huff au deuxième but. Occupant pour la première fois en carrière cette position sur le terrain, il ne couvre pas le coussin sur une balle à double jeu, ce qui contribue à la défaite des Giants. Deux jours plus tard, il quitte l'équipe et est ensuite placé sur la liste des joueurs blessés. Huff, dont l'épouse a demandé le divorce fin janvier, poursuit des traitements pour des troubles anxieux. Il ne dispute que 52 matchs et sa moyenne au bâton s'élève à ,192. En éliminatoires, il est utilisé uniquement comme frappeur suppléant. Il remporte la Série mondiale 2012 avec San Francisco et son dernier match en carrière est joué le 24 octobre où il obtient un passage au bâton dans le premier match de finale contre les Tigers de Détroit.
Sans contrat en 2013, Huff, 37 ans, annonce sa retraite sportive en janvier 2014 et amorce une nouvelle carrière de commentateur sportif pour Pac-12 Network, un réseau de télévision de la région de la baie de San Francisco.